# Anolis kubański
Anolis kubański, anolis rycerzyk (Anolis equestris) – gatunek średniej wielkości jaszczurki z rodziny Anolidae.

## Morfologia
Anolis kubański to największy przedstawiciel rodzaju Anolis – osiąga długość 35–50 cm i masę około 0,5 kg. Żyje przeciętnie 8–10 lat. Jest zwierzęciem o smukłej sylwetce, dość długich kończynach z palcami zakończonymi małymi, ostrymi pazurami oraz poprzecznie żeberkowanymi poduszeczkami, umożliwiającymi mu chodzenie po pionowych powierzchniach. Jedną z cech charakterystycznych anolisów jest występowanie na podgardlu skórnego worka, który jaszczurka (przeważnie samiec) może silnie nadymać. U wielu gatunków (np. u anolisa zielonego) jest on jaskrawo ubarwiony. Gady te, podobnie jak kameleony, są zdolne do zmiany ubarwienia.

## Występowanie
Naturalnym obszarem występowania tego gatunku jest Kuba, jednak introdukowany zaadaptował się również na Florydzie. Introdukowano go też na Bahamy i Hawaje.

## Ekologia
Anolis kubański zajmuje różne środowiska – zarówno samotne drzewa sawann, jak i górskie lasy, w których dochodzi do wysokości 1100 m n.p.m. Jest to zwierzę spokojne, jednak bardzo terytorialne. Za dnia poluje na owady, stanowiące dużą część jego diety, a także pisklęta, małe ptaki oraz niewielkie jaszczurki – często inne gatunki z rodzaju Anolis. Żywi się jednak przede wszystkim owocami i liśćmi. Na anolisy polują głównie nadrzewne węże i ptaki drapieżne.

## Rozmnażanie
Okres godowy rozpoczyna się w kwietniu lub maju. Ubarwienie jaszczurek staje się wówczas bardziej intensywne. Samiec nadyma podgardle, unosi głowę i wykonuje nią ruchy w kształcie ósemki. Samica odpowiada mu podobnym zachowaniem. Po zakończeniu godów samica zakopuje w ziemi do 20 jaj o długości 1,5–2 cm. W czasie trzymiesięcznej inkubacji jaja powiększają swoje rozmiary dwu- lub trzykrotnie. Dorosłe nie opiekują się gniazdem ani młodymi. Małe jaszczurki początkowo są mało ruchliwe, jednak szybko rozpoczynają samodzielne życie.

## Hodowla
Anolisy kubańskie są dość często hodowane w terrariach.
Temperatura: 25–30 °C, nocą 22–25 °C.
Wilgotność: 60–80%.
Pokarm: świerszcze, szarańcza, karaluchy, małe myszy.
Łączenie: australorzekotka szmaragdowa (Ranoidea caerulea), ropucha azjatycka (Duttaphrynus melanostictus), felsuma madagaskarska (Phelsuma madagascariensis).
Uwagi: zdenerwowany anolis kubański może bardzo mocno ugryźć.

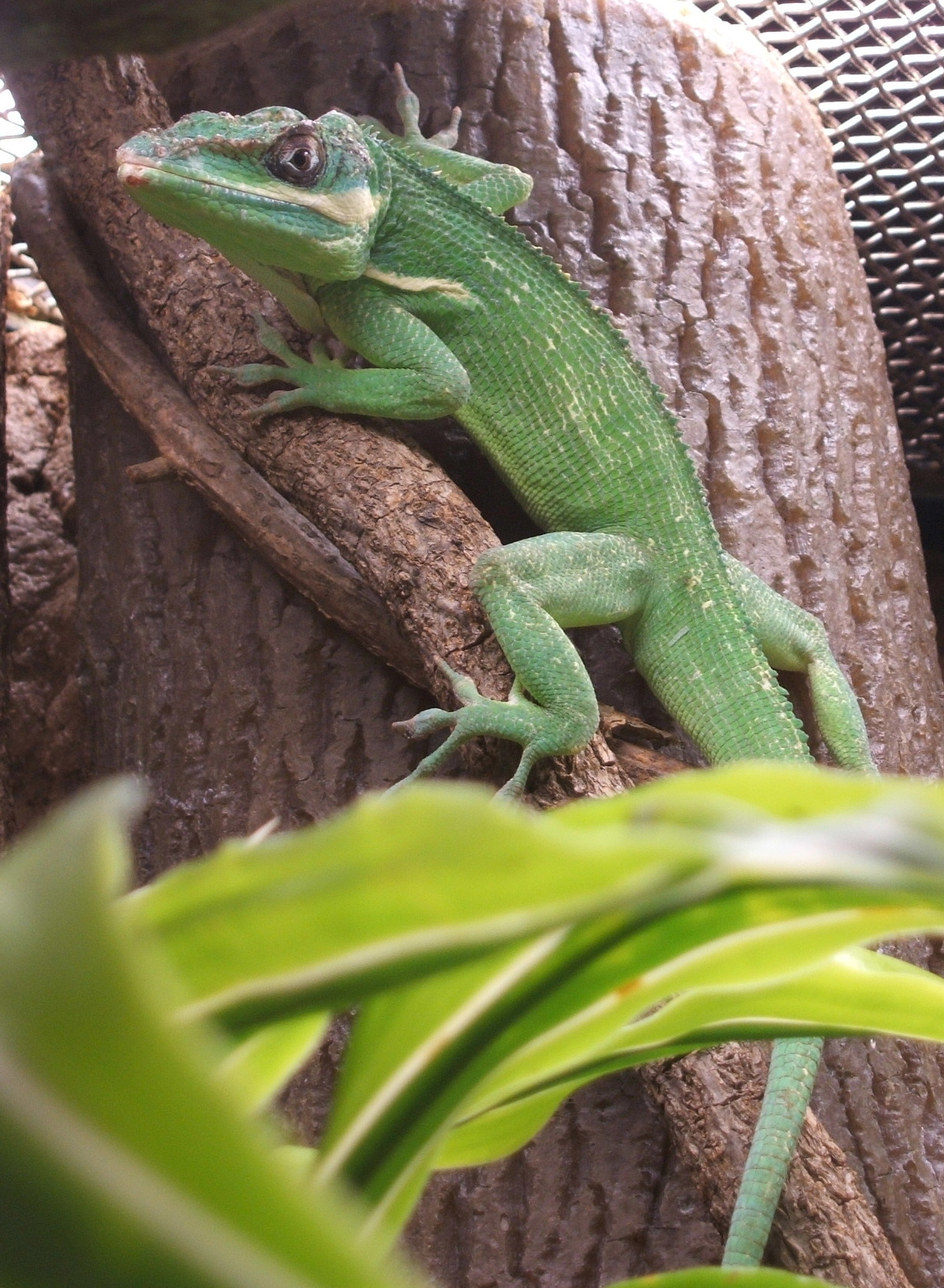
Anolis w Boston Science Museum
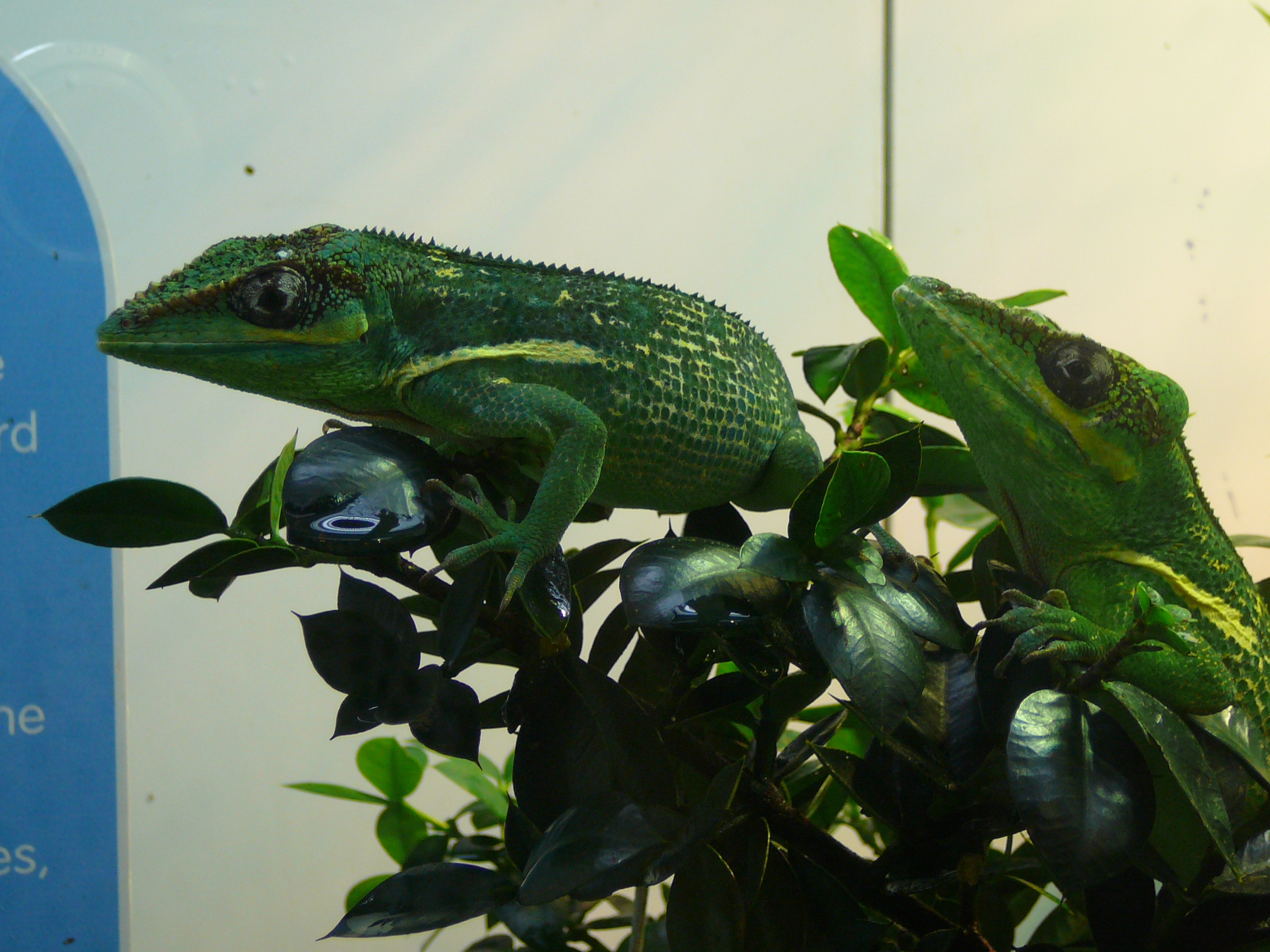
Para anolisów
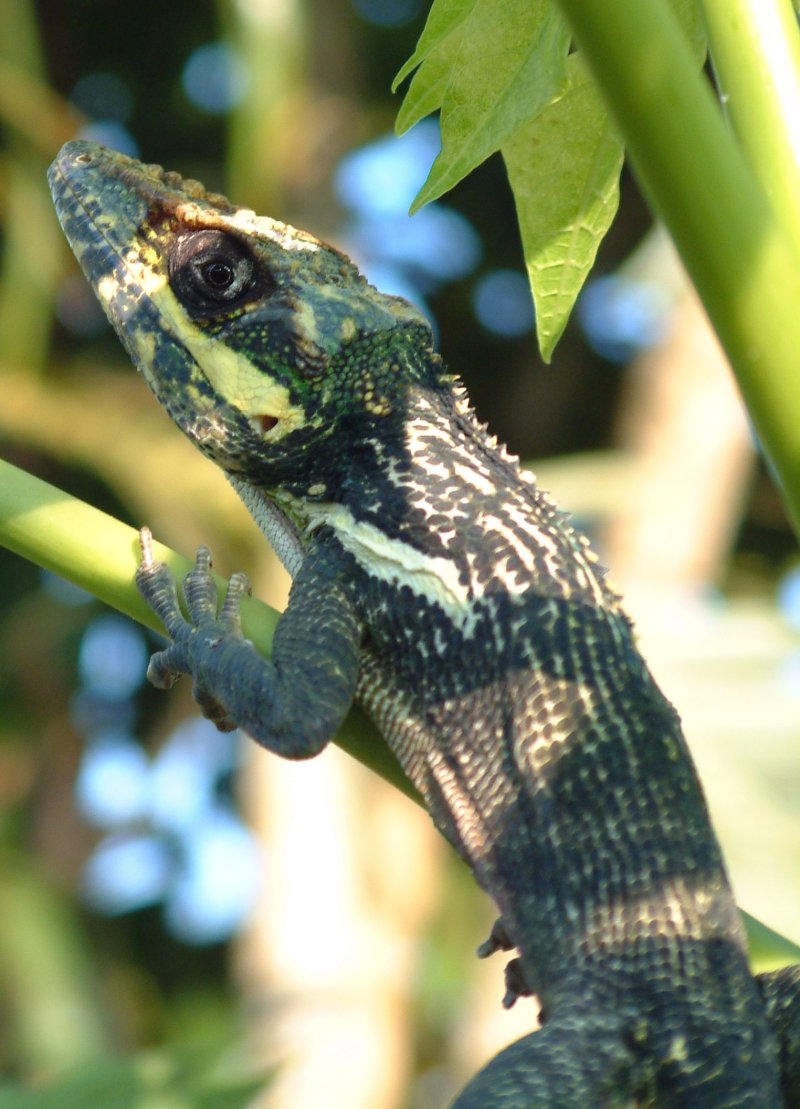
Dziki anolis na Florydzie